# ایستگاه برق آبی نیژنکامسک
ایستگاه برق آبی نیژنکامسک (به لاتین: Nizhnekamsk Hydroelectric Station) یک نیروگاه برقابی و سد در روسیه است که در Komsomolsky District, Chuvash Republic واقع شده‌است.